# 고지라 대 헤도라
고지라 대 헤도라(Godzilla vs. Hedorah)는 일본에서 제작된 요시미츠 반노 감독의 1971년 SF, 공포 영화이다. 야마우치 아키라 등이 주연으로 출연하였다.

## 출연

### 주연
- 야마우치 아키라
- 키무라 토시에

### 조연
- 카와세 히로유키
- 마리 케이코
- 시바 토시오
- 곤도 유키히코
- 코마츠 에이사부로
- 오카베 타다시
- 오마에 와타루
- 스스무 오카베
- 나카지마 하루오
- 사츠마 켄파치로
- 오카와 테루조
- 오루키 코지

## 제작진
- 미술: 이노우에 야스유키